# Petrischale

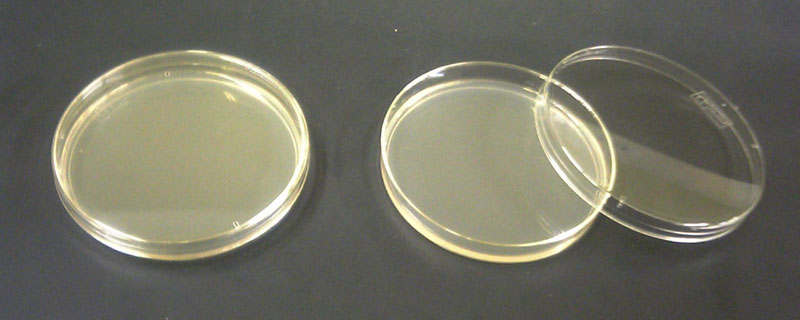
Zwei Petrischalen, jede befüllt mit einer Schicht Agargel-Kulturmedium (sogenannte Agarplatte)

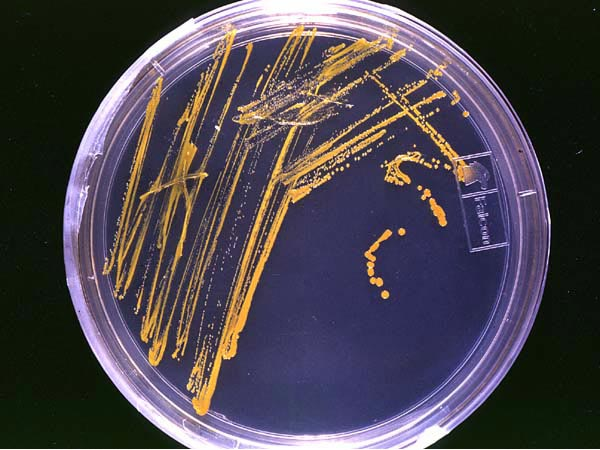
Petrischale mit Mikroorganismen aus der Tiefsee, von oben betrachtet

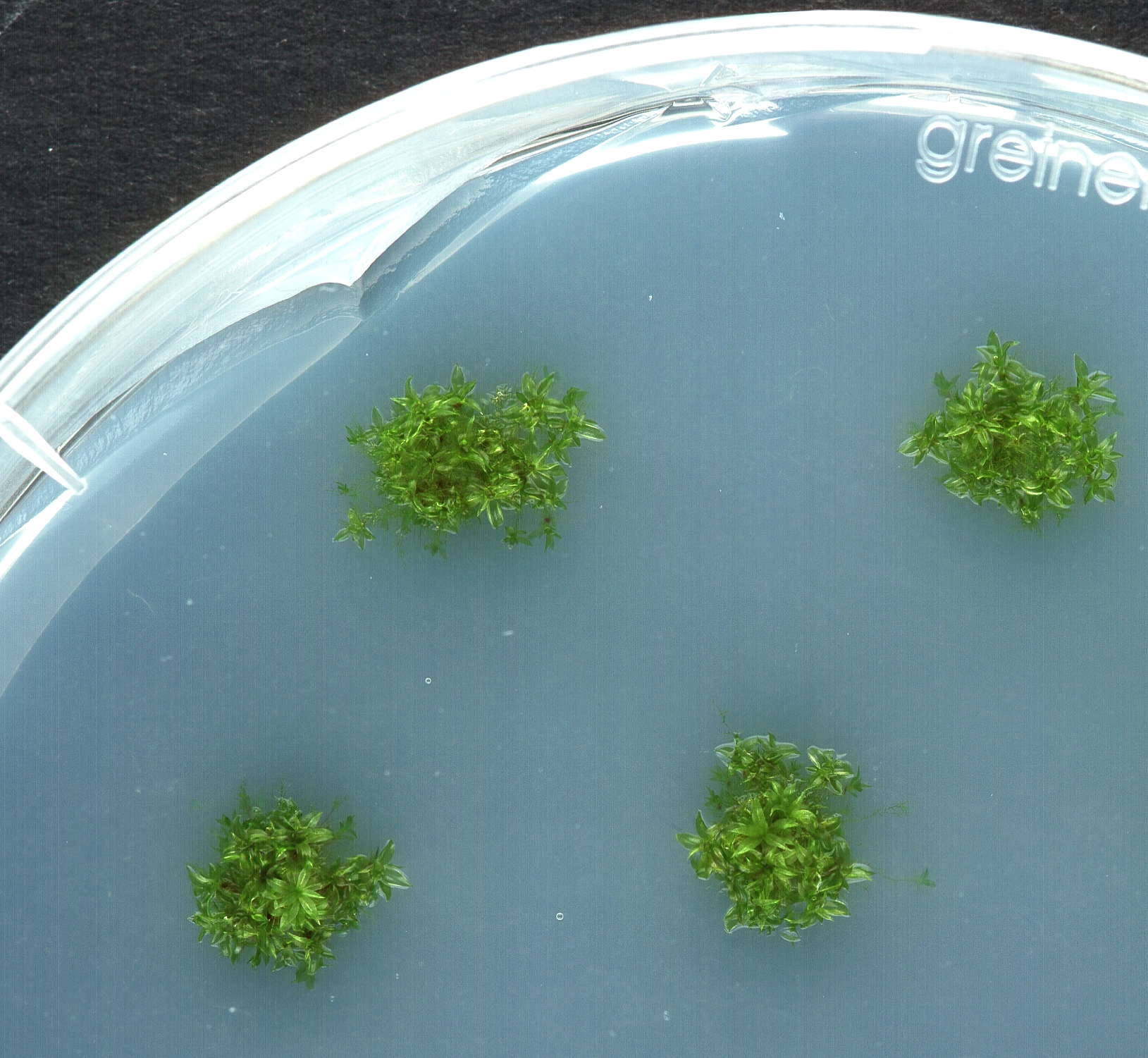
Axenische Zellkultur der Pflanze Physcomitrella patens auf einer Agarplatte in einer Petrischale

Eine Petrischale ist eine flache, runde, durchsichtige Schale mit übergreifendem Deckel, die in der Regel in der Biologie, Medizin oder Chemie zum Einsatz kommt.
Petrischalen wurden 1887 von dem deutschen Bakteriologen Julius Richard Petri erfunden und sind nach ihm benannt. Sie werden meist zur Kultivierung von Mikroorganismen und zur Zellkultur genutzt. Zu diesem Zweck wird eine flache Schicht aus einem gelförmigen Nährmedium in der Petrischale erzeugt: Das Medium wird gewöhnlich auf Agar-Basis hergestellt, im Autoklaven durch Erhitzen sterilisiert und noch warm und damit flüssig in die Schalen gegossen, bei Raumtemperatur erstarrt es und bildet eine sogenannte Agarplatte. Das Nährmedium versorgt die wachsenden Mikroorganismen mit Wasser und Nährstoffen, hält sie jedoch – im Unterschied zu Kulturen in flüssigen Medien – an einer Stelle fest. Die Ausbreitung der Mikroorganismen durch Vermischung wie in einem flüssigen Medium wird somit verhindert.
Wesentliche Vorteile sind:
- Die Mikroorganismen bleiben mit wenigen Ausnahmen (beispielsweise Proteus) ortsgebunden und durch ihre Vermehrung entstehen Kolonien,
- die Kolonien zeigen typische Wachstumsformen und die Mikroorganismen können aufgrund des charakteristischen Aussehens der Kolonien voneinander unterschieden werden,
- bei entsprechenden Beimpfungstechniken können aus einzelnen Zellen entstandene Kolonien (Klone) erkannt und daraus genetisch reine Stämme isoliert werden,
- an der Wachstumsfront, dem Rand der Kolonien, sind stets junge Mikroorganismen-Individuen (statt einer Mischung wachsender und absterbender Individuen) vorhanden.

Petrischalen werden in verschiedenen Größen aus Laborglas und Kunststoff (durchsichtiges Polystyrol) hergestellt. In der Biologie und Medizin werden heutzutage praktisch ausschließlich Einweg-Kunststoffpetrischalen eingesetzt. Häufig verwendete Außendurchmesser sind 50 und 92 bis 93 mm (= 90 mm Innendurchmesser) bei 15 mm Höhe. Der Deckel von Petrischalen kann direkt aufliegen oder durch punktuelle Noppen einen größeren Spalt aufweisen. Diese gewährleisten einen optimalen Gasaustausch und verhindern die Kondensation. Petrischalen ohne Noppen werden bei langen Inkubationszeiten, hohen Temperaturen oder empfindlichen Kulturmedien eingesetzt.